# Sabugueiro (Seia)
Sabugueiro ist eine Ortschaft und Gemeinde in Portugal. Sie liegt im Naturpark der Serra da Estrela.
Sabugueiro nennt sich in der Eigendarstellung das höchstgelegene Dorf Portugals, auf einer Höhe von annähernd 1200 Metern. Der eigentliche Ort liegt jedoch nur 1053 Meter hoch, so dass es einige höher gelegene Gemeinden in Portugal gibt, beispielsweise Gralheira auf einer Höhe von 1103 Metern. Als höchstgelegene Ortschaft in Portugal gilt das Dorf Curral do Gonçalo auf 1166 Metern Höhe, in der Gemeinde Castro Laboreiro.

## Geschichte
Funde aus der Megalithkultur belegen eine vorgeschichtliche Besiedlung. Die heutige Ortschaft entstand vermutlich nach der Reconquista, als eine Ansammlung von Hirtenhütten. Die frühesten Erwähnungen Sabugueiros stammen aus den königlichen Erhebungen unter D. Afonso III. (1210–1279).
Mindestens seit 1757 ist Sabugueiro eine eigenständige Gemeinde. Ende des 19. Jahrhunderts wuchs die Bedeutung der Ortschaft, als Ausgangspunkt für die aufkommenden wissenschaftlichen Erkundungen der Gebirgsregion der Serra da Estrela. Nach Auflösung der Gemeinde 1936 und Eingliederung in die Gemeinde Seia wurde die Eigenständigkeit Sabugueiros 1946 wieder hergestellt.

## Verwaltung
Sabugueiro ist eine Gemeinde (Freguesia) im Kreis (Concelho) von Seia, im Distrikt Guarda. In ihr leben 405 Einwohner auf einer Fläche von 40,1 km² (Stand 19. April 2021).